# Roberto Salvatierra
Roberto Hernán Salvatierra (Bolívar, provincia de Buenos Aires, 28 de octubre de 1984) es un exfutbolista argentino. Jugaba de volante y su último club fue Ferro Carril Oeste.

## Trayectoria
Inició su carrera como futbolista profesional en el Club Atlético Banfield. Debutó en Primera División el 24 de marzo de 2006. En aquella ocasión, su equipo derrotó por 2-0 a Instituto de Córdoba.
En 2013 se retira por una serie de lesiones de las cuales no puede recuperarse totalmente.

## Clubes
| Club                        | País      | Año       |
| --------------------------- | --------- | --------- |
| Banfield                    | Argentina | 2005-2007 |
| Gimnasia y Esgrima La Plata | Argentina | 2007-2008 |
| Olimpo                      | Argentina | 2008-2009 |
| Sportivo Italiano           | Argentina | 2009-2010 |
| Ferro Carril Oeste          | Argentina | 2010-2013 |